# Oxidación bacteriana
La oxidación bacteriana (también, biooxidación bacteriana) es un proceso de oxidación causado por microbios en el que el metal valioso permanece (pero se enriquece) en la fase sólida. En este proceso, el metal permanece en la fase sólida y el líquido puede ser descartado. La oxidación bacteriana es un proceso biohidrometalúrgico desarrollado para el tratamiento previo a la cianuración de minerales o concentrados de oro refractarios. El cultivo bacteriano es un cultivo mixto de Acidithiobacillus ferrooxidans, Acidithiobacillus thiooxidans y Leptospirillum ferrooxidans. El proceso de oxidación bacteriana comprende poner en contacto el mineral ROM o el sulfuro refractario con una cepa del cultivo bacteriano durante un período de tratamiento adecuado en un entorno operativo óptimo. Las bacterias oxidan los minerales de sulfuro, liberando así el oro ocluido para su recuperación posterior mediante cianuración. 
El proceso BIOX® es una tecnología patentada propiedad de Biomin Sudáfrica y utilizada bajo licencia por varias minas operativas. El proceso BIOX® implica la oxidación bacteriana en tanques agitados para el pretratamiento de minerales refractarios y concentrados antes de la lixiviación de cianuro convencional para la recuperación de oro.[cita requerida]
En condiciones controladas de plantas continuas, el número de células bacterianas y su actividad se optimizan para lograr la tasa más alta de oxidación de sulfuro. Las bacterias requieren un ambiente muy ácido (pH 1.0 a 4.0), una temperatura entre 30 y 45 °C, y un suministro constante de oxígeno y dióxido de carbono para un crecimiento y actividad óptimos. Las condiciones de operación inusuales para las bacterias no son favorables para el crecimiento de la mayoría de los otros microbios, eliminando así la necesidad de esterilidad durante el proceso de oxidación bacteriana. Debido a que las sustancias orgánicas son tóxicas para las bacterias, no son patógenas e incapaces de causar enfermedades. Las bacterias empleadas en el proceso, por lo tanto, no representan un riesgo para la salud de los seres humanos ni de ningún otro animal.[cita requerida]
La oxidación bacteriana de los minerales de sulfuro de hierro produce sulfato de hierro (III) y ácido sulfúrico, y en el caso de arsenopirita, también se produce ácido arsénico. El arsénico se elimina del licor mediante coprecipitación con el hierro y el sulfato en un proceso de neutralización de dos etapas. Esto produce un precipitado de neutralización sólido que contiene principalmente sulfato de calcio, arseniato básico de hierro (III) e hidróxido de hierro (III). El arseniato de hierro (III) es lo suficientemente insoluble y estable como para permitir que el producto de neutralización se elimine de forma segura en una presa de limo. El licor de neutralización, purificado para contener un nivel aceptable de arsénico, puede reutilizarse en los circuitos de molienda, flotación u oxidación bacteriana.[cita requerida]